# Río San Miguel (Colombie-Équateur)
Le río San Miguel est une rivière de Colombie et d'Équateur. C'est un sous-affluent du rio Solimões (cours moyen de l'Amazone) via le río Putumayo.

## Géographie
Le río San Miguel prend sa source sur les pentes de la cordillère des Andes, dans l'extrême sud du département colombien de Nariño, à la frontière entre la Colombie et l'Équateur. Il coule ensuite vers l'est, marquant la frontière entre les deux États, avant de passer en Équateur puis de rejoindre le río Putumayo, à nouveau sur la frontière.
Le río San Miguel est un cours d'eau très abondant comme toutes les rivières qui alimentent le cours supérieur des rivières Putumayo et Caquetá.